# Grenant-lès-Sombernon

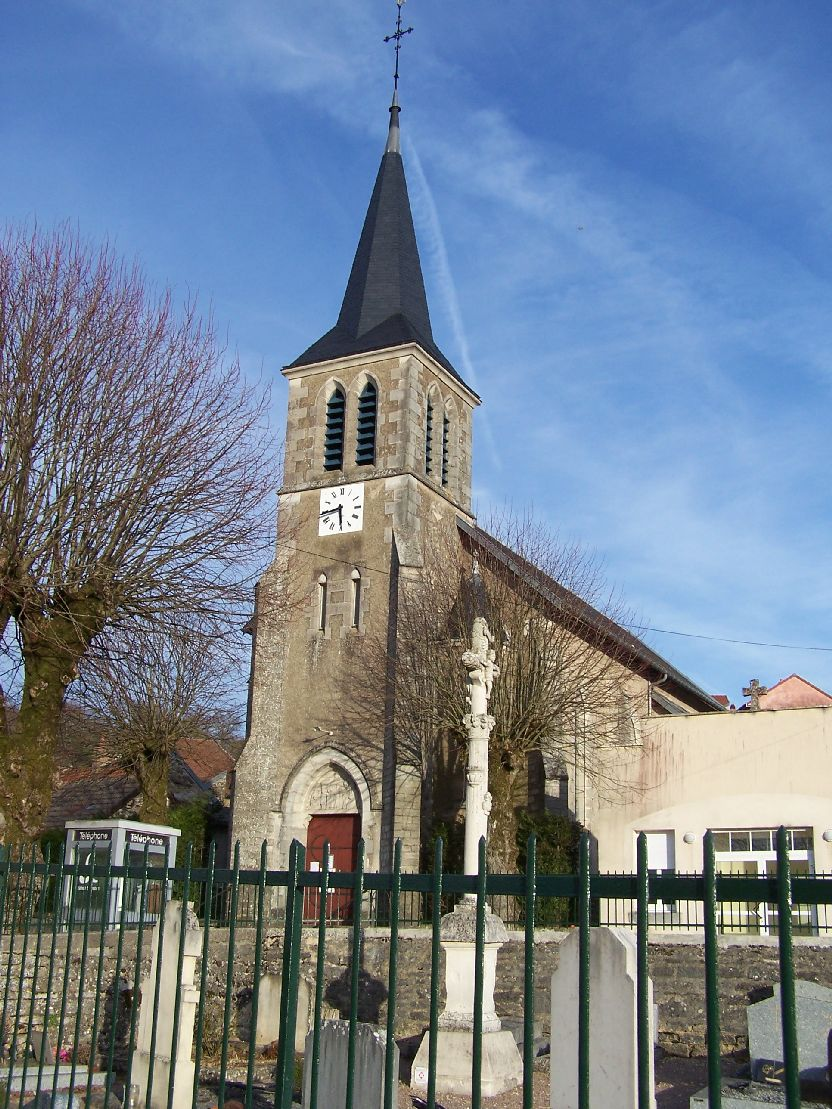
Kerk

Grenant-lès-Sombernon is een gemeente in het Franse departement Côte-d'Or (regio Bourgogne-Franche-Comté) en telt 138 inwoners (1999). De plaats maakt deel uit van het arrondissement Dijon.
Sinds 12 september 2005 heet de gemeente Grenant-lès-Sombernon. Voor die datum werd de naam als Grenand-lès-Sombernon geschreven.

## Geografie
De oppervlakte van Grenant-lès-Sombernon bedraagt 7,1 km², de bevolkingsdichtheid is 19,4 inwoners per km².
De onderstaande kaart toont de ligging van Grenant-lès-Sombernon met de belangrijkste infrastructuur en aangrenzende gemeenten.

## Demografie
Onderstaande figuur toont het verloop van het inwonertal (bron: INSEE-tellingen).